# John Layman
John Layman é um autor de histórias em quadrinhos americanas. É o criador da série Chew, ilustrada por Rob Guillory e publicada pela Image Comics. Chew foi ganhadora do Eisner Award de "Melhor Nova Série" em 2010 e no ano seguinte, também da categoria "Melhor Série", ano em que Layman também foi indicado por seu trabalho na revista ao Eisner Award de "Melhor Escritor". Em 2012, Layman tornou-se o roteirista da revista Detective Comics, cargo em que permaneceu por 16 edições, inclusive acumulando o cargo de co-roteirista da série semanal Batman: Eternal até que decidiu se dedicar integralmente à Chew.